# Lúcio Cornélio Lêntulo (cônsul em 130 a.C.)
Lúcio Cornélio Lêntulo (m. 130 a.C.; em latim: Lucius Cornelius Lentulus) foi um político da família dos Lêntulos da gente Cornélia da República Romana eleito cônsul em 130 a.C. com Marco Perperna. Foi pretor em 137 a.C. e governou a Sicília. Depois de eleito consulado, morreu durante o mandato e foi substituído pelo cônsul sufecto Caio Cláudio Pulcro.